# 竹内一夫
竹内 一夫（たけうち かずお、1923年9月29日 - 2021年12月8日）は、日本の脳外科医。杏林大学名誉学長。

## 生涯
東京都出身。旧制武蔵高等学校を経て、1946年東京帝国大学（現・東京大学）医学部卒。大槻外科副手、清水外科助手、1955年「癲癇の末梢血液循環について 腦疾患と容積脈波」で医学博士の学位を取得。1956年清水外科医局長、1957年講師、脳神経外科外来医長、1958年虎の門病院脳神経外科部長、1973年杏林大学医学部教授、83年医学部長、1988-1998年学長、名誉教授、2011年名誉学長。
厚生省科学研究費・特別研究事業『脳死に関する研究班』班長として「竹内基準」をまとめた。1991年紫綬褒章受勲。

## 著書
- 『頭の写真 頭蓋単純撮影』南江堂 1962
- 『図説臨床脳神経外科学』医学書院 1967
- 『頭蓋内石灰化像』医学書院 1973
- 『脳死とは何か 基本的な理解を深めるために』講談社ブルーバックス 1987
- 『脳とともに』講談社出版サービスセンター (製作) 1989
- 『続・脳とともに』講談社出版サービスセンター (製作)　2009
- 『回帰の旅 一医学徒の世界』信山社出版 2010
- 『不帰の途 脳死をめぐって』信山社出版 2010

### 共編著
- 『頭部外傷』共著 医学書院 1970
- 『単純撮影による頭部X線像の読み方』厚地政幸共著 金原出版 X線読影シリーズ 1972
- 『神経疾患患者の看護 病態生理から生活指導まで』第2版 安芸基雄共編集 医学書院 疾患別看護双書 1977
- 『標準脳神経外科学』編 医学書院 標準教科書シリーズ 1979
- 『脳死・臓器移植と人権』加藤一郎,太田和夫,新美育文共著 有斐閣 人権ライブラリイ 1986